# Fowleria
Fowleria – rodzaj morskich ryb z rodziny apogonowatych.

## Klasyfikacja
Gatunki zaliczane do tego rodzaju:

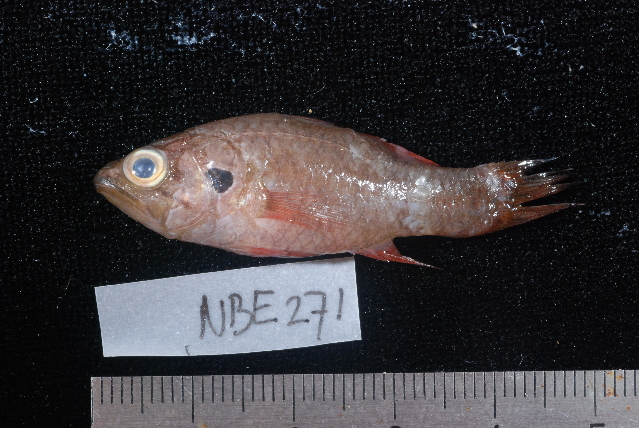
Fowleria aurita
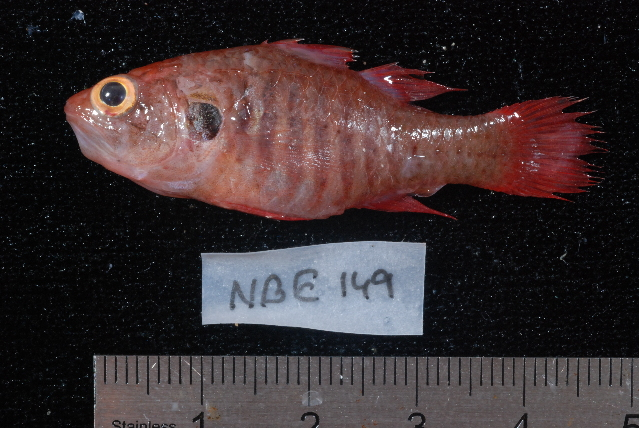
Fowleria flammea
- Fowleria isostigma
- Fowleria marmorata
- Fowleria punctulata
- Fowleria vaiulae
- Fowleria variegata

- Fowleria aurita
- Fowleria marmorata